# 石吉洲
石吉洲（？—），男，中华人民共和国政治人物，中国人民解放军空军少将。曾任中国人民解放军军事检察院检察长，南京军区空军副政治委员。